# Viničné
Viničné es un municipio situado en el distrito de Pezinok, en la región de Bratislava, Eslovaquia. Tiene una población estimada, a inicios de 2022, de 2733 habitantes.
Está ubicado al este de la región, en el valle del río Morava y cerca de la frontera con la región de Trnava y con Austria.

## Demografía
| Año        | 1994 | 2004     | 2014     | 2024     |
| ---------- | ---- | -------- | -------- | -------- |
| Población  | 1419 | 1608     | 2249     | 2800     |
| Diferencia |      | +13,31 % | +39,86 % | +24,49 % |

| Año        | 2023 | 2024 |
| ---------- | ---- | ---- |
| Población  | 2800 | 2800 |
| Diferencia |      | +0 % |